# Molophilus filistylus
Molophilus filistylus là một loài ruồi trong họ Limoniidae. Chúng phân bố ở miền Australasia.